# Rheinfähre Andernach
Koordinaten: 50° 26′ 36″ N, 7° 24′ 2″ O

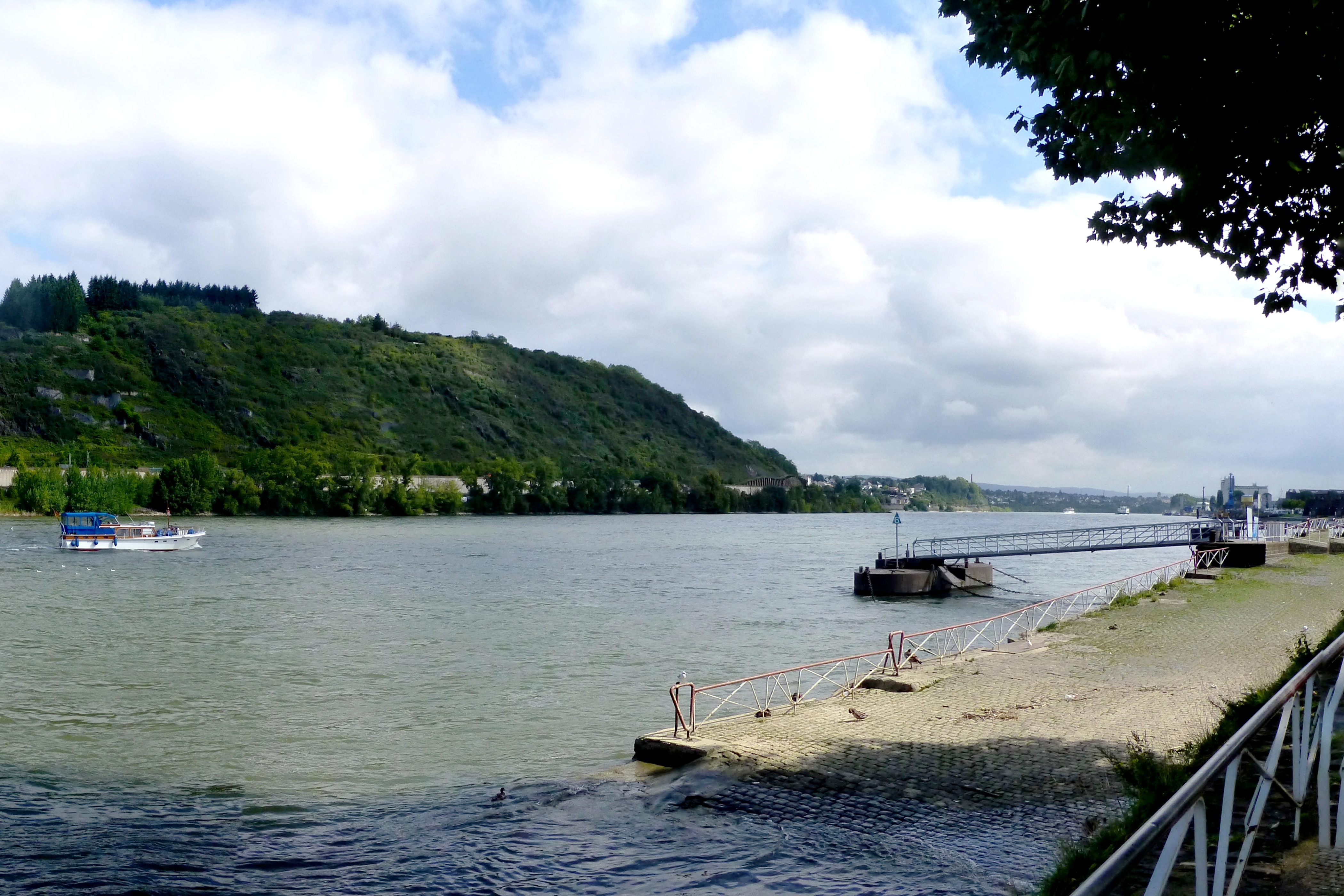
Die Rampe am alten Fähranleger (2014) in Andernach, links die steilen Schieferhänge samt Bahndamm-Stützmauer – Leutesdorf nicht mehr im Bild, im Hintergrund Neuwied

Die Rheinfähre Andernach überquert seit der frühen Aufklärung mit zeitweisen Unterbrechungen und wechselnden Routen den Rhein zwischen Andernach und Leutesdorf. Das erste Recht als Fährmann erhielt Mattheiß Nalbach aus Leutesdorf bereits am 5. Mai 1682. 1865 errichtete man eine Gierseilfähre. Seit 1916 verkehren Motorschiffe.
Bis 1985 querte die Autofähre Andernach den gut 300 Meter breiten Strom zum direkt gegenüberliegenden Steilufer an der Bundesstraße 42 zwischen Leutesdorf und Feldkirchen.
Seit 2009 verkehrt auf längerem Weg direkt nach Leutesdorf die Personenfähre MS Namedy.

## Die „Ponte“Andernach
Die „Ponte“ Andernach mitten im Strom (undatiert; bei rhein-zeitung.de)

Link zum Bild

1916 ließ die Stadt Andernach als Ersatz der alten Seilfähre bei Schaubach & Graemer in Koblenz-Lützel ein Dampfschiff mit 75 PS bauen. Schon 1934 modernisierte man die Andernach durch einen 160-PS-Schiffsdieselmotor, produziert von Daimler-Benz im Nationalsozialismus. Am Ende des Zweiten Weltkrieges wurde das Schiff 1945 versenkt, jedoch noch im gleichen Jahr gehoben. Instandgesetzt verkehrte es bis 1947 zunächst als Ersatz für die zerstörte Pfaffendorfer Brücke und anschließend wieder in der Andernach. 1952 erhielt das nun 36 Jahre alte Schiff einen neuen 105-PS-Dieselmotor der Deutz AG und verkehrte als Autofähre bis 1985.
Die Andernach hatte eine Kapazität von bis zu 399 Personen oder bis zu 8 Personenkraftwagen. Sie nutzte einen normalen Schiffsanleger neben der gepflasterten Fährrampe in den Fluss. Im Volksmund hieß sie, angelehnt an französisch pont ‚Brücke‘, auch „Ponte“, „de [ˈdə] Pont“ oder verniedlichend „et [ˈɛt] Pöntche“.
Schon bald nach Einstellung des Fährbetriebes, nach Angaben des ehemaligen Schiffsführers Heinz Lüthke „um 1987/88“, wurde das betagte Wasserfahrzeug in der Schiffswerft Oberwinter zum Fahrgastschiff umgebaut und als solches „vermutlich bis 1995“ eingesetzt. Inzwischen wird es unter dem neuen Namen Alte Liebe in Königswinter als Restaurantschiff genutzt.
Die frühere Anlegestelle am rechten Rheinufer wurde im Zuge der hochwasserfreien Verlegung der B 42 weg vom Fluss auf die Binnenseite des Bahndamms der rechten Rheinstrecke gänzlich aufgelassen und renaturiert, so dass nur noch die Aufschüttung im Verlauf der Uferlinie erkennbar ist.
Die MS Namedy am Anleger Andernach (undatiert; bei geysir-andernach.de)

Link zum Bild

Die MS Namedy am Anleger Leutesdorf (undatiert; bei andernach-tourismus.de)

Link zum Bild

Die MS Namedy am Namedyer Werth (undatiert; bei geysir-andernach.de)

Link zum Bild

## DieMS Namedy
Seit Mai 2009 pendelt mit der MS Namedy erneut ein Fährschiff zwischen Andernach und dem rechten Rheinufer, nun aber als reine Personenfähre und nur an den Wochenendtagen Freitag bis Sonntag dreimal täglich. Sie fährt auch anders als die alte „Ponte“ von einem anderen, östlich des alten gelegenen Andernacher Anleger und nun zu einem Anleger rund einen Kilometer flussabwärts direkt in Leutesdorf.
Vom dortigen Zwischenhalt aus fährt das Schiff weiter zum Naturschutzgebiet Namedyer Werth, in dem der Geysir Andernach liegt. Dessen touristische Erschließung gab 2009 den Anlass zur Wiederaufnahme der Fährverbindung, indem die Namedy anders als die „Ponte“ nicht nur als Fähre, sondern zugleich als Fahrgastschiff zwischen Naturdenkmal und Geysir Museum fungiert.